# Rivière Bow (Alberta)
Pour les articles homonymes, voir Bow River (homonymie).
La rivière Bow est une rivière en Alberta au Canada. Il s'agit d'un affluent de la rivière Saskatchewan-sud et est ainsi une source indirecte du fleuve Nelson. Le nom Bow fait référence aux roseaux qui poussent sur ses rives et qui étaient utilisés par les Premières Nations pour fabriquer des arcs (bow en anglais). Le nom Peigan de la rivière est Makhabn, ce qui signifie « rivière où poussent les graines d'arcs ».

## Cours de la rivière
La source de la rivière est le glacier Bow et le lac Bow dans les montagnes Rocheuses canadiennes. Elle traverse le parc national Banff, puis la ville de Canmore et celle de Calgary; elle continue pour former la rivière Saskatchewan-sud lorsque la rivière Bow et la rivière Oldman se rejoignent près du Lac Grassy. Ses eaux finissent dans la baie d'Hudson après être passées par la rivière Saskatchewan, le lac Winnipeg et le fleuve Nelson.

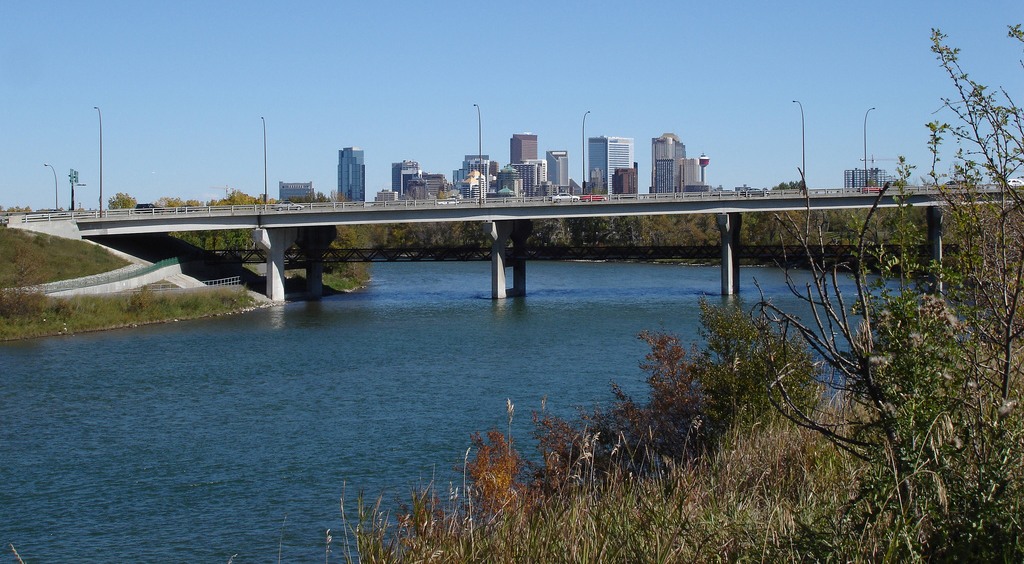
La Bow River à Calgary

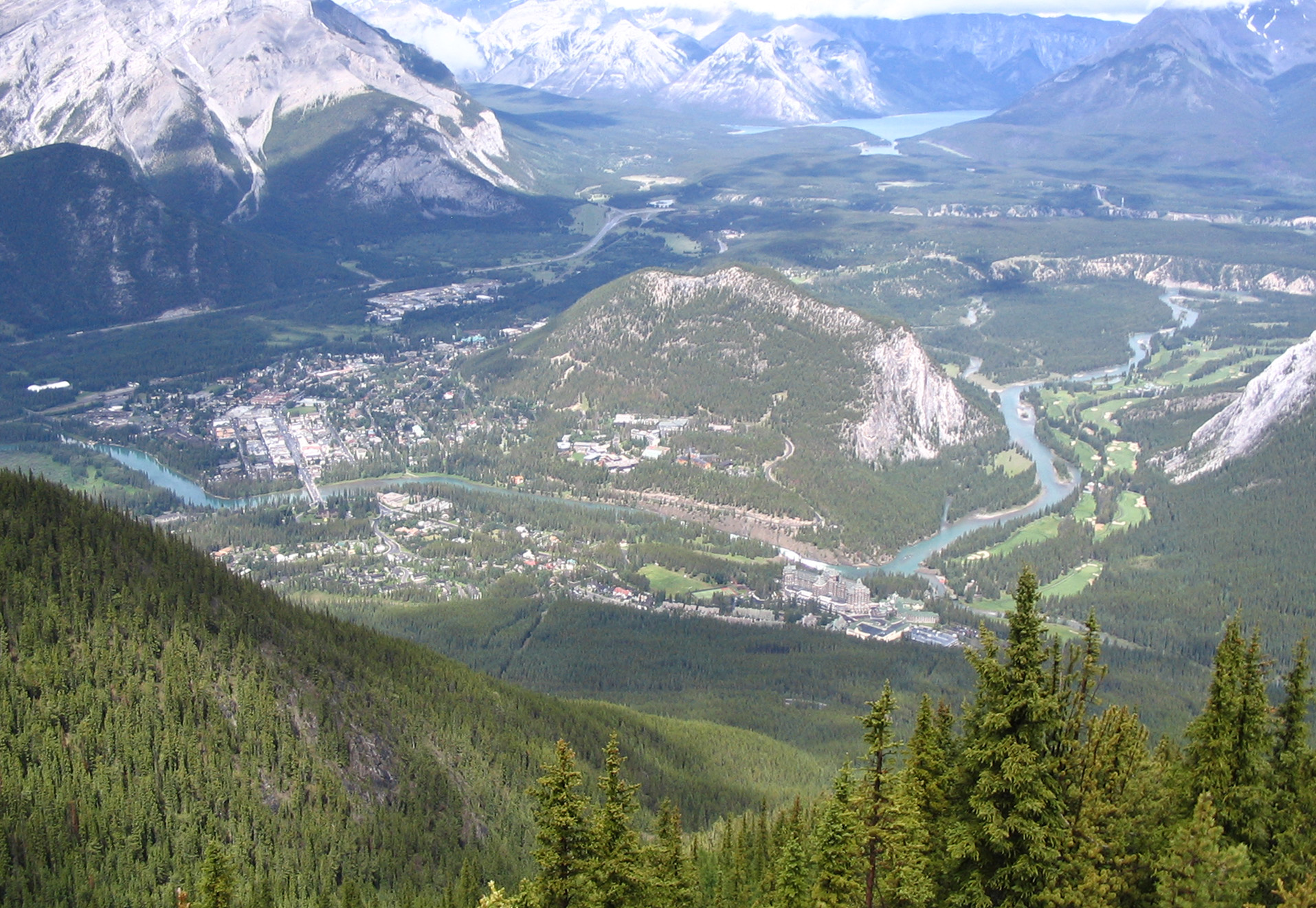
La Bow River traversant Banff

Parmi les villes situées à proximité de la rivière, on peut citer Lake Louise, Banff, Canmore, Cochrane, Calgary, et Arrowwood.
La rivière Bow a une longueur totale de 587 km et une aire de drainage de 26 200 km².

## Conservation et développement
Cette rivière est une importante source d'eau potable, mais elle est également utilisée pour l'irrigation et l'énergie hydroélectrique. Elle constitue un important refuge pour la faune et un lieu de loisir où l'on peut pêcher et naviguer. Les chutes Bow sont situées sur la rivière, près de Banff. Le parc provincial de la Bow Valley fut créé dans la Bow Valley et fait partie du parc de Kananaskis. La rivière se situe sur la droite du 8e au 14e trous du parcours de golf du Banff Springs Hotel.

### Pêche
La Bow River est mondialement connue comme un lieu de pêche à la truite. Des truites arc-en-ciel, truites fario, saumons de fontaine, Salvelinus confluentus, Prosopium williamsoni, et de nombreuses autres espèces de poissons peuplent la rivière. Le peuplement date d'un accident en 1925 lorsqu'un camion transportant des truites vivantes destinées à l'élevage tomba en panne près de la rivière. Le conducteur, plutôt que de voir mourir son chargement, relâcha environ 45 000 truites dans la rivière. Ces truites s'adaptèrent parfaitement à ce nouvel habitat et génèrent aujourd'hui d'importants revenus liés à la pêche sportive.